# تله زنگ
ایستگاه راه‌آهن و روستای تَلِه‌زَنگ در مسیر ناحیه راه‌آهن لرستان (تهران – اهواز) قرار دارد. روستای تله زنگ در تقسیمات کشوری، از توابع شهرستان اندیمشک همچنین ایستگاه راه‌آهن تله زنگ یا ایستگاه شهید چراغی زیر نظر اداره کل راه‌آهن زاگرس قرار دارد و از سمت اندیمشک ششمین و از سمت دورود نهمین ایستگاه است. ایستگاه تله‌زنگ معمولاً برای دسترسی طبیعت‌گردان به آبشار زیبای شوی استفاده می‌شود.
بجز ایستگاه تله زنگ، روستاهای فصلی زیادی در فصل زمستان و روستای زیبای شوی به‌طور ثابت در این منطقه قرار دارند.
گویش اغلب اهالی لری بختیاری و گویش لری بالاگریوه است. شغل اغلب مردم تله زنگ (بجز کارمندان راه‌آهن) دامداری و در روستاهای فصلی منطقه کشت جو دیم و باغات انار و کشت برنج در روستای زیبای زیبای شوی وجود دارد. ساکنین محلی تله زنگ از طایفه تادخیری و شوینی از ایل بختیاری و توه ای از ایل پاپی هستند. روستای تله زنگ شهدای زیادی تقدیم اسلام وانقلاب فدا کرده‌است و ایستگاه شهید چراغی هم به همین اسم نام گذاری شده‌است.                                   اسامی جمعی از شهدای تله زنگ:
شهیدایرج فتحی/ شهید بزرگی چراغی /شهید جهانبخش سبزواری (اشیری)/ شهید چراغعلی امیدی /شهید حسن علی نامداریان /شهید حسین (قپانی) شمسی/ شهید حسین چراغی /شهید حسین حاجیوند /شهید حسین نامداری شوی
شهید سلطانعلی چراغی /شهید سلطانعلی مرادی /شهید شاهپور چراغی /شهید صفر مرادی/شهید عباس دهقان شوی شهید عباس سالمی چکانی/ شهید علی حسن حاجیوند / شهید علی حسن شهبازی/شهید علی حسین جهانگیری /شهید علی حسین چراغی / شهید لطیف حاجیوند/شهید محمد چناری/ شهید محمد حاجیوند/شهید محمود امانی چکانی /
شهید محمود نامداری/ شهید مراد نادیسرد / شهید میرزا حسن‌زاده /شهید میرعباس چکانی /شهید رجبعلی غلامی شهید روح الله جرنگ

## امکانات
تله‌زنگ بجز ایستگاه راه‌آهن، دارای پاسگاه نیروی‌انتظامی، نمازخانه، خانه بهداشت و خواربارفروشی است. پل زیبای راه‌آهن تله‌زنگ نیز در نزدیکی روستا قراردارد.

## دسترسی
```
برای  ورود به ایستگاه راه آهن  تله‌زنگ، بجز  خط راه‌آهن دسترسی دیگری ندارد. به همین دلیل در روستا  اتومبیل دیده نمی‌شود. قطارهای سریع‌السیر و فوق‌العاده در این ایستگاه توقف ندارند و ساکنین و طبیعت‌گردان از دو قطار محلی 
اندیمشک
_
دورود
 و 
دورود
 - 
اندیمشک
 استفاده می‌کنند. از ایستگاه تا روستای زیبای شوی جاده دسترسی در حال احداث است.
```

سمندر لرستان
«سمندر لرستانی» به جانوری گفته می‌شود که شبیه سوسمار است و در آب و خشکی زیست می‌کند، چهار پا دارد، پوستش تیره رنگ همراه با لکه‌های زرد و قدش حدود ۲۵ سانتی‌متر است و از حشرات تغذیه می‌کند، نام‌های ایرانی آن شامل «آذرتش، آذرشین و آذرنشین» است؛ در زبان فرانسه به نام «سالاماندر» شناخته می‌شود. این گونه دوزیست بخشی از زندگی خود را در اب و بخش دیگر عمر خود را در خشکی می‌گذراند. سمندر از خزه و جلبک و ریشه گیاهان و گونه‌های مختلف بی مهرگان تغذیه می‌کند.
بر اساس نتایج تحقیقات Steinfartz ۲۰۰۲ سمندرهای خاورمیانه از جنس Neurergus شامل چهارگونه می‌باشند. هر چهار گونه در خاورمیانه یافت شده و در کشورهای ایران، عراق و ترکیه وجود دارند. گونه N.Strauchii در ترکیه یافت شده و سه گونه دیگر در ایران وجود دارند. این گونه‌ها بر اساس ویژگی‌های ظاهری و اکولوژیکی به راحتی قابل تشخیص هستند.
مشخصات سمندر لرستان
سمندر کوهستانی لرستان دارای بدنی به طول ۱۴ سانتی‌متر است و پوست آن در قسمت پشت بدن قهوه ای رنگ با خال‌ها یا نوارهایی زرد یا نارنجی است که ظاهری زیبا به این دوزیست بومی ایران بخشیده‌است. تنه، کمی تخت بوده و آبشش‌های بزرگ از مشخصه‌های آن است. روی سر بین دو چشم، لکه سفید رنگی وجود دارد که به سمت پایین کشیده شده‌است.
ویژگی سمندر لرستانی نسبت به دیگر گونه‌ها، خط طولی پشت آن است. سمندر لرستانی اگر چه در آبهای سرد زیست می‌کند اما در مقابل گرما مقاومت بیشتری نسبت به دیگر سمندرها دارد. این سمندر در آبهای راکد نظیر جویبارهای فصلی و تالابها، جایی که دارای شرایط محیطی پایدار باشد ساکن است
وجه تسمیه و نامهای محلی
نام این گونه ترکیبی از دو کلمه سام (آتش) و اندر (به معنی درمیان) بوده و به همین دلیل در برخی از کتب قدیمی آنرا فرزند آتش نامیده‌اند. در حقیقت جوامع محلی سمندر را نماد پاکی، شجاعت و انسان راست کردار دانسته و در بین آنها از احترام ویژه ای برخوردار است.
سمندر لرستان، خالدار قیصری، خالدار امپراتور، حاجی باریک آو (حاجی باریکاب) نامهایی بر این دوزیست لرستان هستند. برخی اهالی منطقه نام‌هایی را به این جاندار زیبا نسبت می‌دهند که نشان دهنده باور مردم منطقه به تقدس این جانور است. حاجی باریکاو که کلمه حاجی نوعی مصونیت و تقدس به این جانور داده‌است و وقمی یا وقفی یعنی جانوری که از طرف کسی شاهزاده احمد وقف شده‌است نیز حاکی از این امر است. بعضی هم آن را با نام چرق پرق می‌شناسند. یکی از زیستگاه‌های سمندر لرستان در منطقه تله زنگ از جمله؛ کرناس، مورت، منجر، پاتافا آبشار شوی، کول موسی، جوکار، کوه لنگر امامزاده شاهزاده احمد است.

## آبشار شوی
طبیعت‌گردان زیادی همه ساله برای بازدید از آبشار شوی از ایستگاه تله زنگ استفاده می‌کنند.

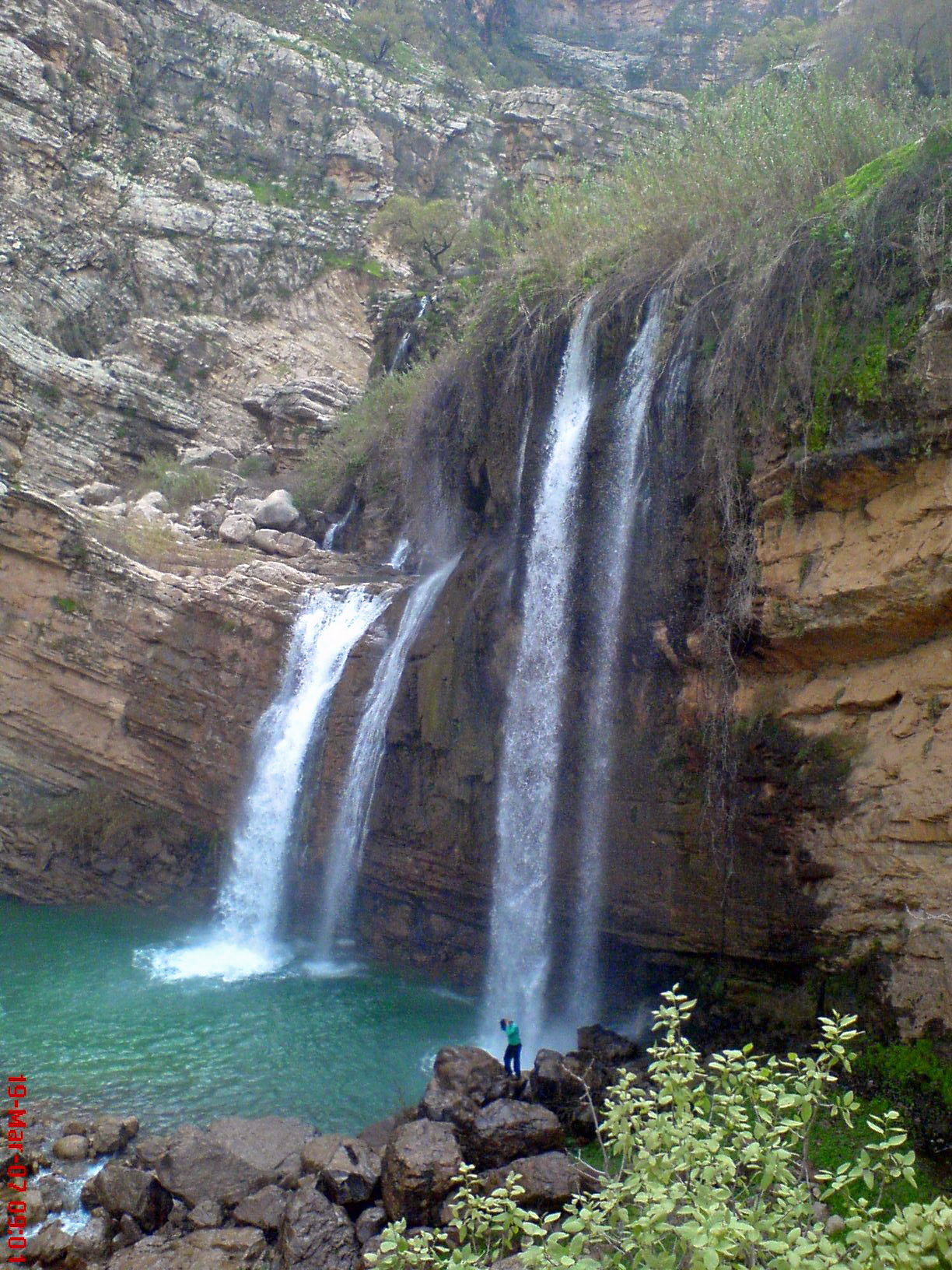
آبشار دوم شوی
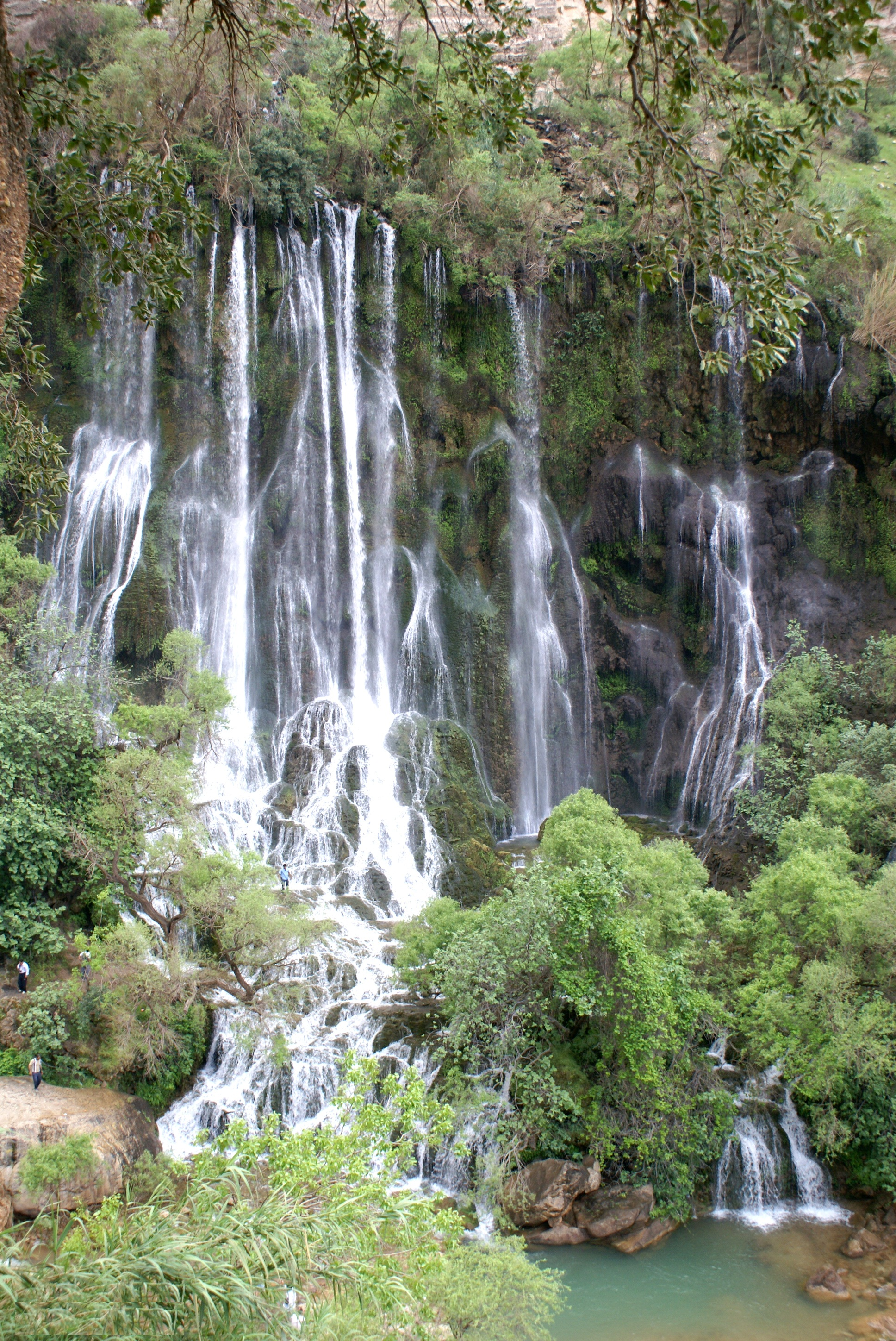
آبشار شوی